# Cyperus turrialbanus
Cyperus turrialbanus är en halvgräsart som beskrevs av Gómez-laur.. Cyperus turrialbanus ingår i släktet papyrusar, och familjen halvgräs. Inga underarter finns listade i Catalogue of Life.